# Falia San Andreas
Falia San Andreas (în engleză San Andreas Fault) este o falie transformantă situată între plăcile Pacificului și Nord Americană, având o lungime 1200 km, se extinde de-a lungul coastei statului California (SUA).
Falia a fost identificată pentru prima dată în 1895 de către profesorul Andrew Lawson de la Universitatea Berkeley din California. În urma cutremurului din San Francisco din 1906, Lawson a fost însărcinat să descifreze originea cutremurului. A început prin a măsura și cartografia decalajele (cum ar fi garduri sau drumuri care fuseseră tăiate în jumătate) de-a lungul rupturilor de suprafață. Când locația acestor decalaje a fost trasată pe o hartă, a observat că acestea formau o linie aproape perfectă deasupra faliei pe care o descoperise anterior. El a concluzionat că falia trebuie să fi fost originea cutremurului. 

## Formare
Formarea faliei San Andreas a început la mijlocul Cenozoicului, acum aproximativ 30 de milioane de ani. În această perioadă, un centru de expansiune între placa Pacificului și placa Farallon (care este acum în mare parte subductă, cu rămășițe precum placa Juan de Fuca, placa Rivera, placa Cocos și placa Nazca) începea să ajungă în zona de subducție din largul coastei de vest a Americii de Nord. Deoarece mișcarea relativă dintre plăcile Pacificului și America de Nord era diferită de mișcarea relativă dintre plăcile Farallon și America de Nord, dorsala de expansiune a început să fie „subductă”, creând o nouă mișcare relativă și un nou stil de deformare de-a lungul limitelor plăcilor. Aceste caracteristici geologice sunt cele care se observă în principal de-a lungul faliei San Andreas.
Secțiunea sudică principală a faliei San Andreas propriu-zise există doar de aproximativ 5 milioane de ani. Prima încorporare cunoscută a părții sudice a faliei a fost zona faliei Clemens Well-Fenner- San Francisquito în jurul valorii de 22–13 Ma. Acest sistem a adăugat falia San Gabriel ca factor principal de mișcare între 10–5 Ma. 

## Generalități
S-a format după dispariția plăcii Farallon. În paralel cu falia San Andreas se desfășoară și faliile San Gabriel și San Jacinto. Cu falia se asociază cutremure ce ating magnitudine de până la 8,3 pe scara Richter și care cauzează deplasări de suprafață de până la 7 m. Cele mai cunoscute sunt cutremurul din San Francisco (1906) și cutremurul din Loma Prieta (1989).
Falia San Andreas a luat naștere în urma mișcărilor de deplasare în sens contrar a 2 plăci transformante-conservante. Ele se mișcă cu câte 5 centimetri pe an. Peste 12 milioane de ani orașele Los Angeles și San Francisco, care este așezat chiar pe falie, vor fi vecine. 
În nord, falia se termină în largul mării, lângă Eureka, California , la joncțiunea triplă Mendocino , unde se întâlnesc trei plăci tectonice. Zona de subducție Cascadia intersectează falia San Andreas la joncțiunea triplă Mendocino. În sud, falia se termină lângă Bombay Beach, California, în Marea Salton. Aici, mișcarea plăcii trece de la lateral-dreapta la divergentă , caracteristică Creșterii Pacificului de Est mai la sud. În această regiune, în depresiunea Salton, limita plăcii s-a riftat și s-a separat, creând o nouă dorsală medio-oceanică care este o extensie a Golfului California. Sedimentele depuse de fluviul Colorado împiedică umplerea depresiunii cu apă de mare din golf.

## Galerie de imagini

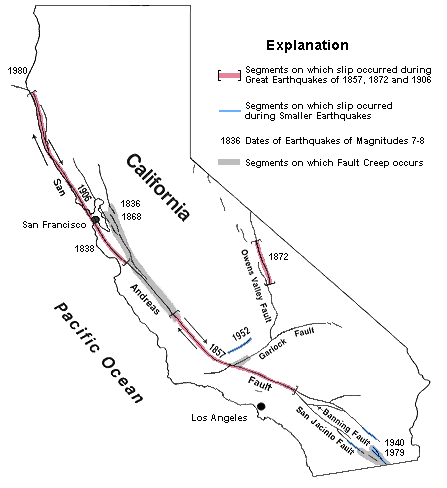
Falia San Andreas
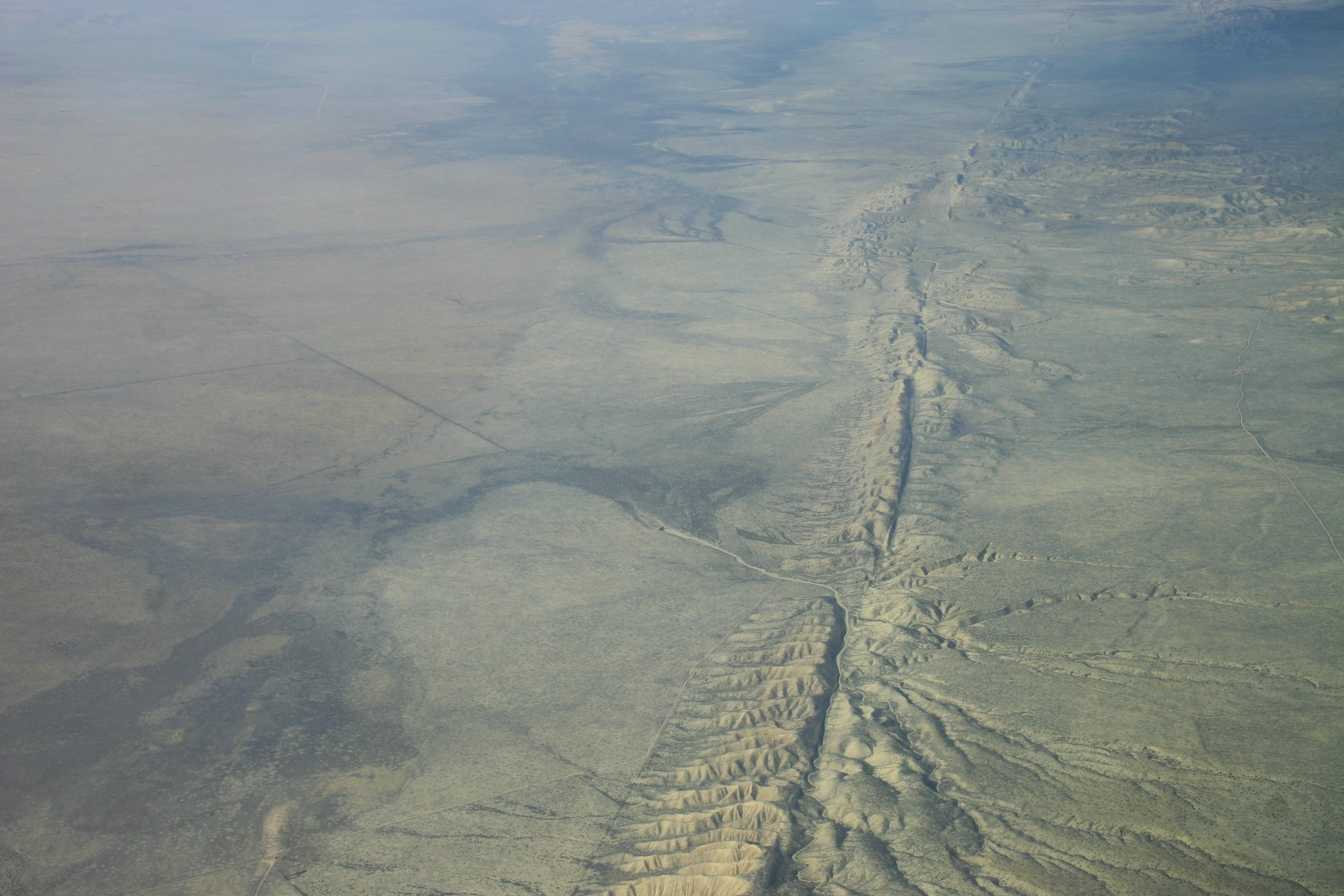
Imaginea ei aeriană